# Соціалістичний автономний край Косово
Соціалістичний автономний край Косово (сербохорв. Socijalistička Autonomna Pokrajina Kosovo / Социјалистичка Аутономна Покрајина Косово, алб. Krahina Socialiste Autonome e Kosovës) — один з двох соціалістичних автономних країв в Соціалістичній Республіці Сербії у складі Соціалістичної Федеративної Республіки Югославії у 1974 — 1990 роках.

## Історія
Автономний край Косово і Метохія отримав більше автономії й власний уряд у складі Сербії і Югославії у 1970-х, її назва офіційно була змінена на Соціалістичний автономний край Косово ("і Метохія" у назві було скасовано через те, що цей термін не використовували албанці Косова, і додано "соціалістичний" задля уточнення дотримання ідеалів соціалізму СФРЮ), відповідно до конституцій СФРЮ і СР Сербії, САКК також отримало свою власну конституцію. Провінція Косово отримали найвищі посадові особи, в першу чергу президента і уряд, і отримала місце у федеральній югославській президії (у тому числі право вето влади на федеральному рівні), які прирівнювали її до СР Сербії.
Місцева албанська партноменклатура вимагала надання Косову рівня федеративної республіки. У березні 1981, албанські студенти виступили вимагаючи незалежності Косова. Згодом ситуація швидко переросла у вкрай жорстокі масові заворушення на всій території краю, які поширилися на 6 великих міст Косова і включав понад 20,000 албанських дисидентів. Югославська влада жорстко відповіла на заколот. Еміграція неалбанців збільшилася і напруженість у відносинах між етнічними албанцями і неалбанцями значно зросла.
Слободан Мілошевич став лідером сербських комуністів у 1986 році, а потім захопили контроль над Косовом і Воєводиною. 28 червня 1989, Мілошевич привів масове святкування з сотнями тисяч сербів на Косовому полі на честь 600-річчя Битви на Косовому полі у 1389.
У 1989, Мілошевич скасував автономію Косова, повернувши статус до 1974 року автономного краю Косово і Метохії, який був прийнятий парламентом Косова 28 вересня 1990.

## Демографія
За даними перепису населення 1981 року (проведеного в період існування соціалістичного автономного краю Косово), населення провінції становило 1,584,441 осіб, у тому числі:
- 1,226,736 албанців (77,4%)
- 236526 сербів (14,9%)
- 58,562 мусульмани (3,7%)
- 34,126 цигани (2,2%)
- 12,513 турки (0,8%)
- 8,717 хорвати (0,6%)
- 2,676 югослави (0,2%)
- 4,584 Інші (0,2%)

## Адміністративно-територіальний поділ Югославії та її складових (1943-2010)
| 1943          | 1946           | 1963                    | 1974                    | 1991                    | 1992                       | 1999                       | 2003                       | 2006                 | 2008                 |
| ДФЮ           | ФНРЮ           | СФРЮ                    | СФРЮ                    | розпущена               | розпущена                  | розпущена                  | розпущена                  | розпущена            | розпущена            |
| ФД БіГ        | НР БіГ         | СР Боснія і Герцеговина | СР Боснія і Герцеговина | СР Боснія і Герцеговина | Боснія і Герцеговина       | Боснія і Герцеговина       | Боснія і Герцеговина       | Боснія і Герцеговина | Боснія і Герцеговина |
| ФД Хорватія   | НР Хорватія    | СР Хорватія             | СР Хорватія             | Республіка Хорватія     | Республіка Хорватія        | Республіка Хорватія        | Республіка Хорватія        | Республіка Хорватія  | Республіка Хорватія  |
| ФД Македонія  | НР Македонія   | СР Македонія            | СР Македонія            | Північна Македонія      | Північна Македонія         | Північна Македонія         | Північна Македонія         | Північна Македонія   | Північна Македонія   |
| ФД Македонія  | НР Македонія   | СР Македонія            | СР Македонія            |                         | ФРЮ                        | ФРЮ                        | Сербія і Чорногорія        | розпущена            | розпущена            |
| ФД Чорногорія | НР Чорногорія  | СР Чорногорія           | СР Чорногорія           | СР Чорногорія           | Р Чорногорія (федеративна) | Р Чорногорія (федеративна) | Р Чорногорія (федеративна) | Чорногорія           | Чорногорія           |
| ФД Сербія     | НР Сербія      | СР Сербія               | СР Сербія               | СР Сербія               | Р Сербія (федеративна)     | Р Сербія (федеративна)     | Р Сербія (федеративна)     | Сербія               | Сербія               |
| ФД Сербія     | • АК Воєводина | • САК Воєводина         | • САК Воєводина         | • АР Воєводина          | • АР Воєводина             | • АР Воєводина             | • АР Воєводина             |                      |                      |
| ФД Сербія     | • АК Косово    | • САК Косово            | • САК Косово            | • АК Космет             | • АК Космет                | Протекторат ООН            | Протекторат ООН            | Протекторат ООН      | Республіка Косово    |
| ФД Словенія   | НР Словенія    | СР Словенія             | СР Словенія             | Республіка Словенія     | Республіка Словенія        | Республіка Словенія        | Республіка Словенія        | Республіка Словенія  | Республіка Словенія  |

| ФНР | «Федеративна Народна Республіка» | НР | «Народна Республіка»     |     |                                        |
| АК  | «Автономний Край»                | ФР | «Федеративна Республіка» | САК | «Соціалістичний Автономний Край»       |
| БіГ | Боснія і Герцеговина             | Р  | «Республіка»             | СФР | «Соціалістична Федеративна Республіка» |
| ДФ  | «Демократична Федерація»         | ФД | «Федеральна Держава»     | СР  | «Соціалістична Республіка»             |